# Matsudaira Tadayori
Matsudaira Tadayori est un nom japonais traditionnel ; le nom de famille (ou le nom d'école), Matsudaira , précède donc le prénom (ou le nom d'artiste).
Matsudaira Tadayori (松平忠頼, 1582-26 octobre 1609) est un samouraï de la période Sengoku qui devient daimyō au cours du shogunat Tokugawa au début de l'époque d'Edo du Japon. Il est également le fondateur de la branche Sakurai du clan Matsudaira.

## Biographie
Matsudaira Tadayori est le frère cadet de Matsudaira Tadayori (?), obligé héréditaire du clan Tokugawa. Au cours de la bataille de Sekigahara, il est affecté à la défense du château d'Okazaki dans la province de Mikawa, et en 1601 il se voit confier les châteaux d'Inuyama dans la province d'Owari et de Kaneyama dans la province de Mino. La même année, à la mort de son oncle Matsudaira Iehiro, il hérite du domaine de Musashi-Matsuyama (15 000 koku), qui, avec les 10 000 koku de revenus de ses autres possessions, le qualifie pour accéder au statut de daimyō.
En 1602, le shogun Tokugawa Ieyasu double ses revenus à 50 000 koku et le réaffecte au domaine de Hamamatsu dans la province de Tōtōmi. En décembre 1607, il est appelé pour aider à la reconstruction du château de Sunpu incendié.
Le 29 septembre 1609, alors qu'il est à Edo dans le cadre du système de service alterné sankin kotai, il est présent à une cérémonie du thé organisée par Mizuno Tadatane, en compagnie des hatamoto Kume Saheiji et Hattori Hanhachirō. Après la cérémonie, les participants boivent du saké et jouent au go. Cependant, une dispute éclate, les sabres sortent de leurs fourreaux et Hattori poignarde et tue Matsudaira Tadayori. En conséquence, Hattori et Mizuno reçoivent l'ordre de commettre seppuku un mois plus tard.
Tadayori est marié à une fille d'Oda Nagamasu dont il a six fils, mais l'aîné, Matsudaira Tadashige, est encore un enfant au moment de sa mort. Compte tenu de son âge et des circonstances de la mort de son père, il est réduit à l'état de hatamoto et le domaine de Hamamatsu est transféré à Kōriki Tadafusa.
La tombe de Tadayori se trouve au Sengan-ji, temple du clan Inoue situé dans la ville de Fuchū de l'agglomération de Tokyo.

## Source de la traduction
- (en) Cet article est partiellement ou en totalité issu de l’article de Wikipédia en anglais intitulé « Matsudaira Tadayori » (voir la liste des auteurs).